# Юста
Юста (калм. Үстә) — посёлок в Юстинском районе Калмыкии, административный центр Юстинского сельского муниципального образования. Близ посёлка проходит региональная автодорога Утта — Цаган-Аман

## Название
Ойконим Юста происходит от калм. Үстә, которое имеет несколько значений и переводится как «1) волосатый; покрытый шерстью; 2) пушной; 3) молочный».

## Физико-географическая характеристика
Посёлок расположен в центре Юстинского района в пределах Сарпинской низменности (северо-западная часть Прикаспийской низменности). Юста расположена ниже уровня мирового океана. Средняя высота — 2 м ниже уровня моря. Рельеф местности равнинный. Со всех сторон посёлок окружён пастбищными угодьями. Согласно данным природного районирования Юста относится к Южно-Сарпинскому ландшафту, который представляет собой южную опесчанненную полупустыню.
По автомобильной дороге расстояние до столицы Калмыкии города Элиста составляет 240 км, до районного центра посёлка Цаган Аман — 65 км, до ближайшего города Нариманов Астраханской области — 200 км. Ближайший населённый пункт — посёлок Октябрьский, расположенный в 19 м к юго-западу от Юсты.
В окрестностях посёлка распространены бурые пустынно-степные солонцеватые почвы в комплексе с солонцами.
Климат
Тип климата — семиаридный (BSk — согласно классификации климатов Кёппена). Среднегодовая температура воздуха — 9,3 °C, количество осадков — 258 мм. Самый засушливый месяц — февраль (норма осадков — 15 мм). Самый влажный — июнь (29 мм).
| Показатель | Янв. | Фев.  | Март | Апр. | Май  | Июнь | Июль | Авг. | Сен. | Окт. | Нояб. | Дек. | Год  |
| --- | ---- | ----- | ---- | ---- | ---- | ---- | ---- | ---- | ---- | ---- | ----- | ---- | ---- |
| Средний суточный максимум, °C                                                                                            | −2,9 | −2,4  | 4,0  | 16,3 | 24,2 | 28,9 | 31,4 | 30,1 | 23,5 | 14,3 | 5,4   | −0,2 | 14,4 |
| Средняя температура, °C                                                                                                  | −6,5 | −6,3  | −0,2 | 10,4 | 17,8 | 22,6 | 25,1 | 23,6 | 17,2 | 9,2  | 2,0   | −2,7 | 9,3  |
| Средний суточный минимум, °C                                                                                             | −10  | −10,1 | −4,4 | 4,6  | 11,5 | 16,4 | 18,8 | 17,2 | 11,0 | 4,1  | −1,3  | −5,6 | 4,35 |
| Норма осадков, мм | 19   | 15    | 16   | 16   | 28   | 29   | 26   | 25   | 24   | 18   | 21    | 22   | 258  |
| Источник: Fédération de Russie > République de Kalmoukie > Юста (фр.). Climate-Data.org. Дата обращения: 8 октября 2020. |      |       |      |      |      |      |      |      |      |      |       |      |      |

## История
Дата основания не установлена. Урочище Юсте впервые обозначено на карте Европейской России 1871 года
Юста с 24 января 1938 до депортации калмыков и упразднения калмыцкой автономии в 1943 году являлась центром Юстинского улуса (района) Калмыкии. По данным всесоюзной переписи населения 1939 года в Юсте проживало 1025 человек, из них 787 калмыков и 219 русских.
28 декабря 1943 года калмыцкое население села было депортировано, Юста была передана Астраханской области. Впоследствии переименована в посёлок Трудовой. Данное название впервые зафиксировано на американской карте СССР 1950 года. По состоянию на 1956 год посёлок Трудовой входил в состав Енотаевского района Астраханской области. Указом Президиума Верховного Совета РСФСР от 12 января 1957 года посёлок Трудовой Юстинского района переименован в посёлок Юста, однако центром Юстинского района стал посёлок Бурунный (Цаган Аман). Был основан совхоз «Юстинский».

## Население
| 2002 | 2010 |
| ---- | ---- |
| 546  | ↗664 |

Этнический состав в 2002
| Национальность | Численность | Процент |
| -------------- | ----------- | ------- |
| Калмыки        | 293         | 54,26%  |
| Казахи         | 182         | 33,7%   |
| Русские        | 58          | 10,74%  |
| Узбеки         | 4           | 0,74%   |
| Мордва         | 3           | 0,56%   |
| Всего          | 540         | 100%    |

Этнический состав в 2010
| Национальность | Численность (2010) | Процент |
| -------------- | ------------------ | ------- |
| Калмыки        | 380                | 57,4%   |
| Казахи         | 187                | 28,2%   |
| Русские        | 73                 | 11%     |
| Кумыки         | 8                  | 1,2%    |
| Кабардинцы     | 4                  | 0,6%    |
| Мордва         | 4                  | 0,6%    |
| Азербайджанцы  | 3                  | 0,5%    |
| Грузины        | 3                  | 0,5%    |
| Всего          | 662                | 100%    |

## Социальная сфера
В посёлке функционируют средняя школа, детский сад, ФАП, дом культуры.